# Принцеса Лілібет Сассекська
Принцеса Лілібет Сассекська (англ. Princess Lilibet of Sussex), повне ім'я Лілібет Діана (Lilibet Diana; нар. 4 червня 2021) — член Британської королівської родини, донька принца Гаррі та Меган, герцогині Сассекської. Онучка короля Чарльза III та принцеси Діани. Сьома у черзі британського престолонаслідування. 

## Народження
У лютому 2021 року герцоги Сассекські повідомили про те, що очікують на дитину. Під час інтерв'ю Опрі Вінфрі в березні 2021 року вони повідомили, що в них народиться дівчинка.
Народилась у Шпиталі Святої Барбари у Санта-Барбарі, Каліфорнія, 4 червня 2021 об 11.40 ранку. Названа на честь Єлизавети II та Діани, принцеси Уельської.
Має подвійне громадянство Великої Британії та США.